# Sonata para violín n.º 3 (Beethoven)

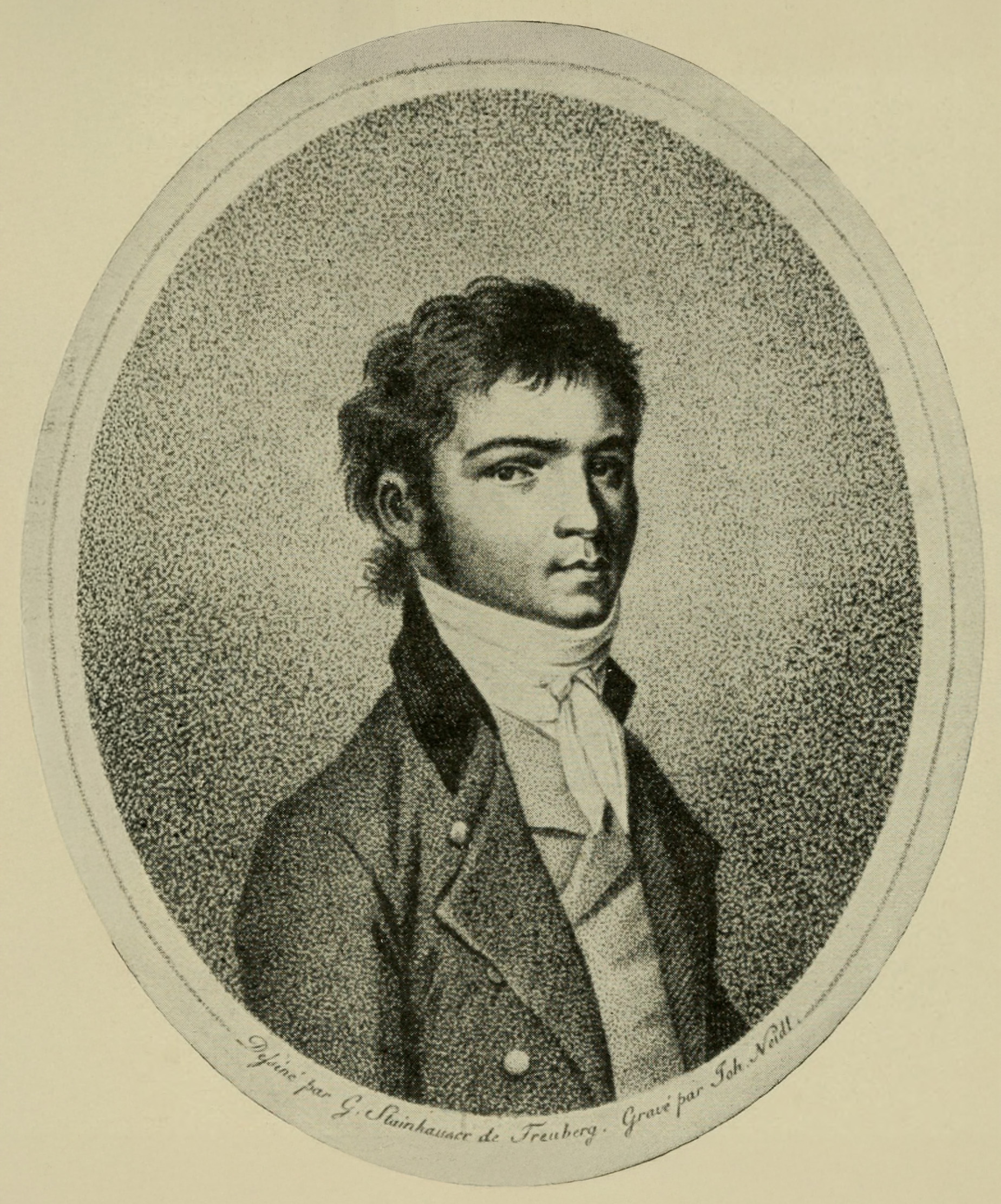
Beethoven en 1796.

La sonata para violín y piano n.° 3 en mi bemol mayor, Op. 12 n.° 3 es una pieza camerística compuesta por Ludwig van Beethoven entre 1797 y 1798. La partitura está dedicada a Antonio Salieri.

## Historia

### Composición
Las tres sonatas para violín y pianoforte que conforman el Opus 12 son las Sonatas n.º 1, n.º 2 y n.º 3. La composición de la primera sonata del conjunto se inició con los movimientos primero y segundo que probablemente se empezaron a escribir a finales de 1795, mientras que el resto del opus entre finales de 1796 y principios de 1798 y se finalizó como muy tarde en el verano de 1798. Se trata de obras muy tempranas, de una época en que Beethoven estaba estudiando con Joseph Haydn. Aún estaba formando su propia voz, poderosa y única, y escribía en un estilo clásico muy similar al de Mozart o Haydn. Cada sonata muestra una deuda con Mozart, en especial las dos primeras.

### Publicación

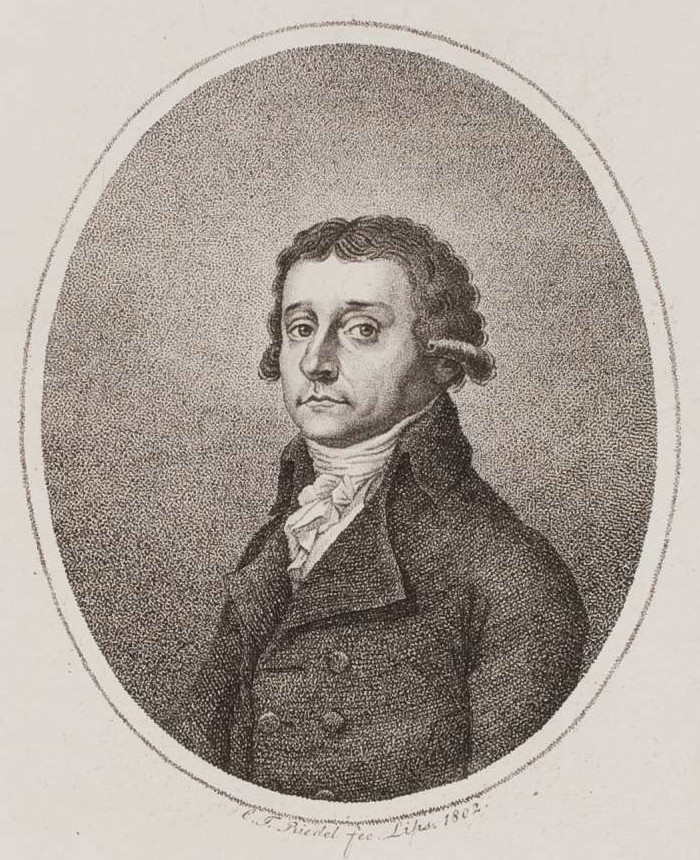
Antonio Salieri, dedicatario de la pieza.

La primera publicación de la pieza fue llevada a cabo por la editorial Artaria en enero de 1799 en Viena bajo el título "Tre Sonate per il Clavicembalo o Forte-Piano con un Violino" (Tres sonatas para clavicémbalo o pianoforte con un violín). En los albores del Clasicismo las sonatas para violín asignaban la mayor parte del material musical al instrumento de tecla, ya sea clavecín o pianoforte, mientras que la parte del violín tenía relativamente escaso interés e incluso podía ser omitida. Esta tradición explica porqué las piezas del Op. 12 fueron publicadas como "para clavicémbalo o fortepiano con un violín", si bien esta denominación ya no era apropiada por varias razones. El violín ostenta un papel destacado en las tres sonatas, al igual que ocurrió con el violonchelo en las Sonatas Op. 5. Por otra parte, la parte para tecla con todos sus sforzandi, crescendi y diminuendi, no se podía tocar de manera satisfactoria en un clavecín, que ya eran casi obsoletos en Viena.
La dedicatoria de todo el Op. 12 era para Antonio Salieri, compositor italiano que fue uno de sus maestros. Dado que Beethoven era muy cuidadoso a la hora de elegir a sus dedicatarios, puede sorprender la decisión de dedicar estas piezas a este popular compositor de óperas. Salieri era compositor de la corte imperial vienesa, Kapellmeister y durante un tiempo ostentó el cargo de presidente de la Sociedad de músicos (Tonkünstler-Societät). Todo ello le convertía en el músico más influyente en la Viena de aquel momento. Beethoven pensó que dedicarle música instrumental significativa sería un acierto, con la ventaja añadida de que era poco probable que provocara las críticas de un compositor especializado en ópera.

## Estructura y análisis
La sonata consta de tres movimientos:
- I. Allegro con espíritu, en mi bemol mayor 4
4
- II. Adagio con molt'espressione, en do mayor 3
4
- III. Rondo. Allegro molto, en mi bemol mayor 4
4

La interpretación de esta obra dura aproximadamente 18 minutos. En sus sonatas para violín, Beethoven comenzó siguiendo a Wolfgang Amadeus Mozart, quien había comenzado a desarrollar la escritura para el violín con un acompañamiento igualitario del piano. También sigue el ejemplo de Mozart en el número y estructura de los movimientos. Las sonatas para violín de Beethoven se caracterizan por el diálogo entre piano y violín y conmocionaron al público contemporáneo, que hasta entonces sólo estaba acostumbrado a la música ligera, con el uso de síncopas, modulaciones y ritmos idiosincrásicos.

### I.Allegro con espíritu
El primer movimiento, Allegro con espíritu, está escrito en la tonalidad de mi bemol mayor, en compás de 4/4 y sigue la forma sonata. El tema se divide en tres grupos de cuatro compases cada uno. Mientras que los primeros cuatro compases son métricamente indefinidos, el segundo grupo de cuatro tiene un ritmo de 4/4, después de lo cual los últimos cuatro compases varían a los cuatro compases iniciales. El segundo tema está marcado por una cuarta suspensión. Un elemento que aparece justo antes de la recapitulación une al piano y el violín al unísono. En comparación con las dos sonatas anteriores, el primer movimiento de Op. 12.3 es más exigente.

### II.Adagio con molt'espressione
El segundo movimiento, Adagio con molt'espressione, está en do mayor, en compás de 3/4 y adopta una forma ternaria. Se parece al movimiento medio de la Sonata para piano n.° 4 Op. 7, así como al Trío de cuerda n.° 3 Op. 9 n.° 3. Beethoven retoma esta idea de la sonata anterior para centrarse en un movimiento emocional. La figuración con la que acompaña el piano está basada en el Preludio en do mayor del Clave bien temperado de Johann Sebastian Bach.

### III.Rondo. Allegro molto
El tercer y último movimiento, Rondo. Allegro molto, retoma la tonalidad inicial, el compás es 4/4 y responde a la forma rondó convencional. En el tema, la cuarta optimista se estira hasta la quinta y la sexta. Al final del movimiento, el tema se versiona en modo de contrapunto.

## Recepción de la obra

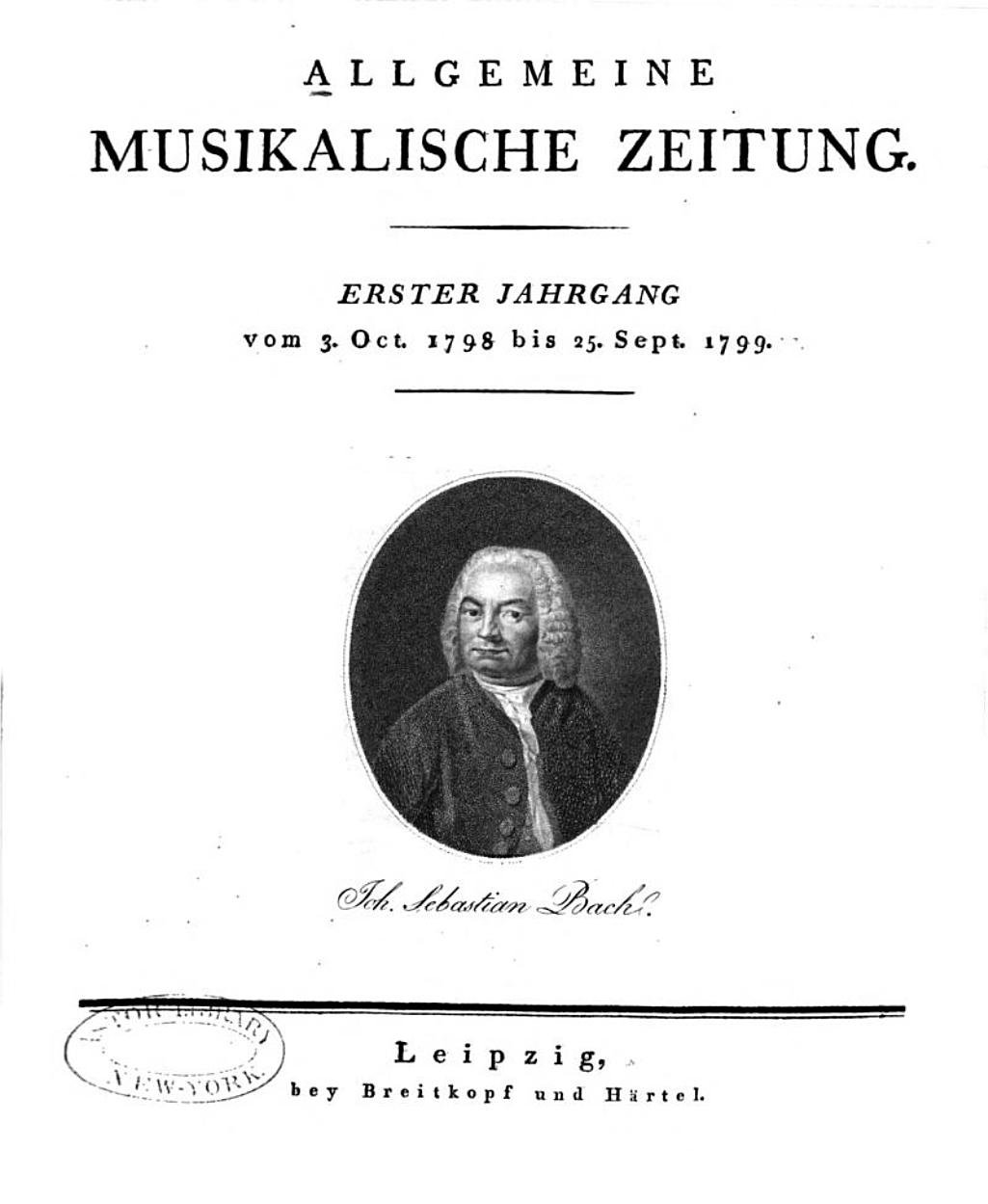
Allgemeine musikalische Zeitung I 1798-1799

La reacción de sorpresa del público ante las primeras sonatas para violín de Beethoven, se dice que incluso el dedicatario Antonio Salieri reaccionó alienado ante el novedoso estilo de la música. Esto se refleja en la crítica del Allgemeine musikalische Zeitung en 1799:

«Es innegable, Herr von Beethoven camina a su aire: ¡pero qué paseo tan extraño y laborioso! Aprendido, enseñado y siempre enseñado y ninguna naturaleza, ningún canto [...] Una obstinación por la que se siente poco interés, una búsqueda de modulaciones raras, un disgusto por la conexión ordinaria, una acumulación de dificultad sobre dificultad que hace perder la paciencia y la alegría en ello.»
Allgemeine musikalische Zeitung, 1799

El compositor Robert Schumann lo rebatió cuando escribió en Neue Zeitschrift für Musik en 1836:

«Sí, está en el curso de la naturaleza y en la naturaleza de las cosas. Mientras tanto, han pasado treinta y siete años: el nombre de Beethoven se ha desplegado como un girasol en el cielo, mientras que el crítico se encoge como una ortiga apagada en una buhardilla.»
- Robert Schumann: Neue Zeitschrift für Musik, 1836